# Bitka za Žepče 24. lipnja 1993.
Bitka za Žepče, bitka u bošnjačko-hrvatskom ratu. Armija BiH je 24. lipnja 1993. napala Žepče, ali stanje na terenu preokrenulo se pa je HVO nakon odbijenog napada porazio snage Armije BiH koja se nakon 5 dana predala.
Galib Dervišić iz Žepča, jedan od zapovjednika specijalne postrojbe zvane “Zelene beretke”, izdao je pismenu zapovijed 319. brigadi ABiH 20. lipnja 1993. U zapovijed pod br. 01/345/2 Štaba Armije BiH, općine Žepče naloženo je postrojbama Armije BiH sa 7. muslimanskom brigadom jačine dvije čete stacionirane u Žepču, Begovom Hanu i Željeznom polju, kojima se pridodaje i 1. bataljun iz Travnika, napadnu Žepče 24. lipnja 1993. u 9:00 sati. 
U zapovijedi 319. brigadi ABiH stoji naređeno je napasti "ustaške snage", a na pravcu napada "sve što je ustaško spaliti, djecu i žene pritvoriti u logoru u Vitlacima, a muškarce pobiti." 
Naredba je sadržavala "sve što se kreće ubijati" te naputak da po ulasku snaga u grad prijeđu na "čišćenje grada", a žene i djecu "zatvoriti u Srednju školu Žepče i Osnovnu školu Žepče", zatim "zaposjesti bolnicu koju drže ustaše i sve ustaše pobiti, a medicinsko osoblje zadržati da radi pod kontrolom." Točka 3 u zapovijedi glasi "Snage koje su u gradu, koristeći vjerski praznik i okupljene ljude u crkvi do 8:00 sati 24.06.1993. god. zaposjesti utvrđene zgrade po ranijem planu, sve što se kreće ubijati. Snajperima neutralisati sve istaknute članove komande ustaša i staviti grad pod kontrolu".  Zapovjednicima je naloženo temeljem te naredbe detaljno razraditi plan akcije i donijeti ga Dervišiću na odobrenje 22. lipnja 1993. god. do 20:00 sati gdje će razraditi detalje.
Sa strane HVO grad su branile 111. xp brigada HVO Žepče i bojna Andrija Tadić Žepče iz sastava pukovnije Ante Bruno Bušić.
Večer 23. lipnja selo Hrvata Golubinju napali su mudžahedini iz Željeznog Polja. 24. lipnja Armija RBiH napala je grad Žepče. Ujutro su dijelovi 5 muslimanskih brigada s oko 12500 ljudi u dvjema kolonama iz pravca Kaknja i Zenice prišle gradu. U glavni napad pošle su sjeverno od Željeznog Polja i uskoro su opkolile Žepče. Zauzele su zauzimaju uzvisine zapadno, južno i istočno od Žepča. Na južnoj obali rijeke Bosne dominirali su Bošnjaci. Hrvati s tog područja su narednih dana pobjegli u većinska hrvatska područja. Dan napada izabran je ciljano, jer je osvajačka Armija BiH računala da će Hrvati biti na misi povodom velikog kršćanskog blagdana sv. Ivana Krstitelja te da će iz jednog napada ovladati gradom. 
Oko 9.15 se začula paljba koju su na grad otvorile topništvo i minobacači ABiH. Muslimanska postrojba Zelene beretke opkolila je stožer vojne policije HVO u hotelu Balkan. HVO je odbio napade ABiH. 25. lipnja HVO je pozvao zapovjednika ABiH Galiba Dervišića na predaju, što je on odbio. 26. lipnja jačalo je bombardiranje grada, no HVO je usprkos tome HVO polako preuzimao nadzor nad gradom. Prema kraju dana Bošnjaci su ostajali bez streljiva. Do 30. lipnja HVO je odbio većinu napadača ABiH s većeg dijela zapadne obale rijeke Bosne te je zauzeo zapadni dio Žepča. Na 30. lipnja Dervišić dogovorio je predaju s Božidarom Tomićem te je pristao na predaju glavnine svojih snaga u gradu u 17 sati. Navečer istog dana 319. i 305. brigada Armije RBIH su se predale što je bio kraj bitke. 
Nakon 5 dana borbe sa snagama ABiH u Žepču jedan od istaknutih branitelja Žepča Mirko Jakovljević postao je zapovjednik obrane grada. Ratno iskustvo stekao je kao dragovoljac u Hrvatskoj i BiH boreći se protiv JNA i ostalih srpskih snaga. U borbama je više puta bio ranjen. Zapovijedao je postrojbom Bosanski zmajevi, s kojom je ratovao u Hrvatskoj i na prostoru Bosanske Posavine. Na prostore Žepča došao je s ostalima 18. lipnja 1992. i počinje s radom na obrani od srpskog agresora. Nakon petog ranjavanja 2. srpnja otišao je u Hrvatsku na liječenje, ali se ubrzo vratio sa zapovijedi o imenovanju za zapovjednika bojne Andrija Tadić Žepče. Preminuo je 8. siječnja 1994. godine u splitskoj bolnici od posljedica prometne nesreće.
Nakon ovog sukoba žepački kraj bio je potpuno okružen srpskim i bošnjačkim snagama. Posljedica je da su sve tri strane (hrvatska, srpska i bošnjačka) imale velike gubitke.